# Nghiên cứu về giới
Nghiên cứu về giới (tiếng Anh: Gender studies) là một lĩnh vực học thuật liên ngành liên quan đến việc phân tích bản dạng giới và đại diện giới tính. Nghiên cứu về giới bắt nguồn từ lĩnh vực nghiên cứu phụ nữ, liên quan đến phụ nữ, chủ nghĩa nữ quyền, giới tính xã hội và chính trị. Lĩnh vực này hiện đang trùng lặp với nghiên cứu queer và nghiên cứu nam giới. Sự phát triển của nó, đặc biệt là ở các trường đại học phương Tây sau năm 1990, trùng với sự phát triển của giải cấu trúc.
Các ngành thường đóng góp cho nghiên cứu về giới bao gồm: văn học, ngôn ngữ học, địa lý nhân văn, lịch sử, chính trị học, khảo cổ học, kinh tế học, xã hội học, tâm lý học, nhân loại học, lý thuyết điện ảnh, âm nhạc học, truyền thông học, phát triển con người, pháp luật, y tế công cộng và y học. Nghiên cứu về giới cũng phân tích sự liên quan giữa chủng tộc, sắc tộc, địa điểm, giai cấp, quốc tịch và khuyết tật với các phạm trù giới tính và tình dục.
Trong nghiên cứu về giới, thuật ngữ 'giới tính' thường được sử dụng để chỉ cấu trúc xã hội và văn hóa của nam tính và nữ tính, hơn là các khía cạnh sinh học của giới tính nam hoặc nữ. Tuy nhiên, quan điểm này không được ủng hộ bởi tất cả các học giả về giới.
Giới tính phù hợp với nhiều ngành, chẳng hạn như lý luận văn học, nghiên cứu kịch, lý thuyết điện ảnh, lý thuyết biểu diễn, lịch sử nghệ thuật đương đại, nhân loại học, xã hội học, ngôn ngữ học xã hội và tâm lý học. Tuy nhiên, những ngành này đôi khi có cách tiếp cận khác nhau về cách thức và lý do giới tính được nghiên cứu. Trong chính trị, giới tính có thể được xem như một diễn ngôn nền tảng mà các chủ thể chính trị sử dụng để định vị bản thân trong nhiều vấn đề khác nhau. Bản thân nghiên cứu về giới cũng là một môn học, kết hợp các phương pháp và cách tiếp cận từ nhiều lĩnh vực khác nhau.
Lý thuyết nữ quyền về phân tâm học được giới thiệu chủ yếu bởi Julia Kristeva và Bracha L. Ettinger, và được cả Sigmund Freud, Jacques Lacan và lý thuyết quan hệ đối tượng truyền đạt. Nó có ảnh hưởng rất lớn trong nghiên cứu về giới.